# استروژن
اِستروژِن نام گروهی از هورمونهای جنسی زنانه است که در انسان در سیکل طبیعی تخمدان در مرحله فولیکولی از فولیکول در حال رشد و پس از مرحله فولیکولی از جسم زرد آزاد می‌شود. طی دوران بارداری، مقدار زیادی از استروژن‌ها ترشح می‌شود. استروژن در بدن مردان نیز وجود دارد.
انواع و نمونه‌ها:

استروئید، نمایش حاملنولون (pregnenolone) در بالا سمت چپ.

Production of pregnenolone from کلسترول and further metabolism.

سه نوع اصلی استروژن در زنان عبارتند از: estrone استرون (E1)، estradiol استرادیول (E2) و estriol استریول (E3) Estradiol, an estrane, is the most potent and prevalent.. 
استرادیول در طول سال‌های تناسلی ازنظر سطوح خالص سرم و نیز فعالیت استروژنی، غالب است.
در دوران یائسگی، استرون و در دوران بارداری، استروژن سطوح سرم غالب را تشکیل می‌دهد. استریول فراوان‌تر از سه استروژن دیگر است اما ضعیف‌ترین آنهاست. اما استرادیول قویترین استروژن با قابلیت ۸۰ برابر نسبت به استریول می‌باشد؛ بنابراین استرادیول مهمترین استروژن در زنان غیربارداری است که بین مرحلهٔ نخستین قاعدگی و یائسگی قرار دارند. استرادیول در دوران بارداری، نقش خود را به استریول واگذار می‌کند و پس از دوران قاعدگی، استرون شکل اصلی استروژن در بدن خواهد بود. نوع دیگر استروژن به نام استترول (E4) فقط در طول بارداری تولید می‌شود. تمام اشکال استروژن از اندرورژن‌ها (خصوصاً تستوسترون و اندرواستندیون) و بواسطه آنزیم آروماتاز سنتز می‌شوند.
استروژن‌های فرعی تولید شده در بدن که آروماتاز در بیوسنتز آن‌ها شرکت نمی‌کند عبارتند از ۲۷-هیدروکسی کلسترول، دهیدرواپیاندواسترون (DHEA)، هفت-اکسو-DHEA، هفت بتا-هیدروکسی اپیاندرواسترون، اندرواستندیون(A4)، اندرواستندیول (A5)، سه آلفا-اندرواستاندیول و ۳بتا اندرواستاندیول.
برخی از متابولیت‌های استروژن مانند کاتکول استروژن‌های ۲-هیدروکسی استرادیول، ۲-هیدروکسی استرون، ۴-هیدروکسی استرادیول و ۴-هیدروکسی استرون و نیز ۱۶-هیدروکسی استرون از استروژن‌هایی هستند که درجه فعالیت آن‌ها مختلف است. اهمیت بیولوژیکی این استروژن‌های فرعی کاملاً مشخص نیست.

## استروژن‌ها

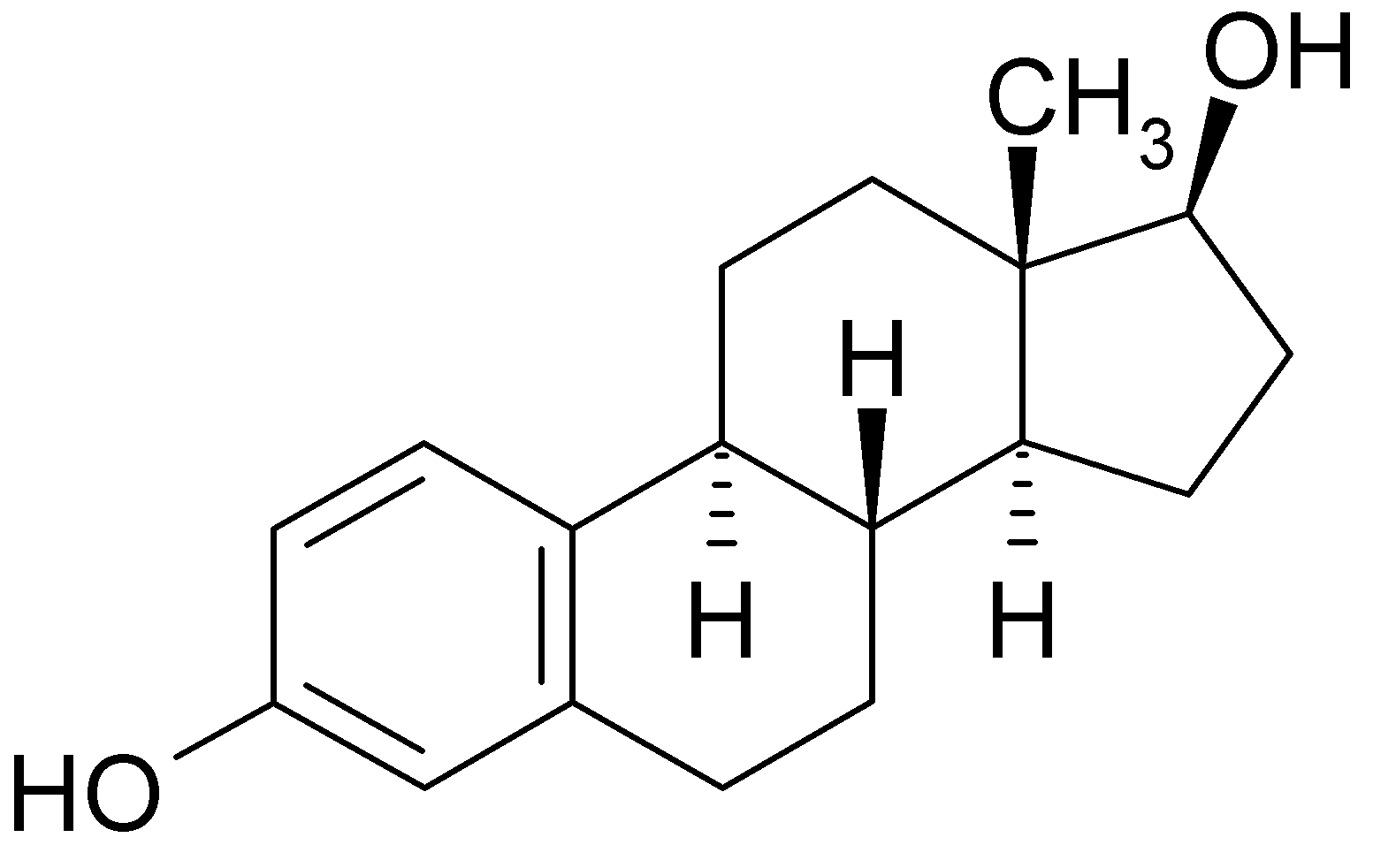
فرمول ساختاری استرادیول

استروژن‌ها در تمام مهره داران و برخی از حشرات یافت می‌شوند. استروژن‌های طبیعی ساختاری استروئیدی دارند و از بیوسنتز کلسترول فراهم می‌آیند ولی استروژن‌های صناعی نیز در پزشکی کاربرد دارند که استروئیدی نیستند.
معروفترین استروژنها استرون (E1)، استرادیول (E2) و استریول (E3) هستند.
استرادیول از موثرترین استروژن‌های طبیعی است و احتمالاً هورمونی حقیقی است.
استروژنها با اتصال به گیرنده استروژنی در سیتوپلاسم، باعث افزایش میزان ساخته شدن دی‌ان‌ای و آران‌ای و پروتئینهای دیگر در بافت هدف می‌شوند. در جدار رحم استروژن باعث رشد و پرخونی آندومتر رحم می‌شود. همچنین در هیپوتالاموس میزان آزاد شدن GnRH تحت تأثیر استروژن افزایش پیدا می‌کند و در غده هیپوفیز آزاد شدن FSH و LH افزایش می‌یابد. در واقع استروژن دو نقش متضاد ایفا میکند ؛ افزایش اندک آن از آزاد شدن LH و FSH ممانعت میکند (بازخورد منفی)، اما حدود روز چهاردهم دوره ،افزایش به یک باره آن ،محرکی برای آزاد شدن مقدار زیادیFSH و LH از هیپوفیز پیشین می شود (بازخورد مثبت). این تغییر ناگهانی در مقدار هورمون ها ، باعث می شود در تخمدان، باقی مانده انبانک به جسم زرد تبدیل شود